# Parafia św. Wojciecha i św. Barbary w Kompinie
Parafia św. Wojciecha i św. Barbary w Kompinie – rzymskokatolicka parafia  należąca do dekanatu Łowicz-Katedra w diecezji łowickiej.
Erygowana w 1445 przez arcybiskupa gnieźnieńskiego Wincentego Kota.

## Zasięg parafii
Do parafii należą wierni z miejscowości: Gągolin Południowy, Gągolin Północny, Gągolin Zachodni, Kompina, Ostrowiec, Patoki, Płaskocin (część), Sromów i Zabostów Duży. 

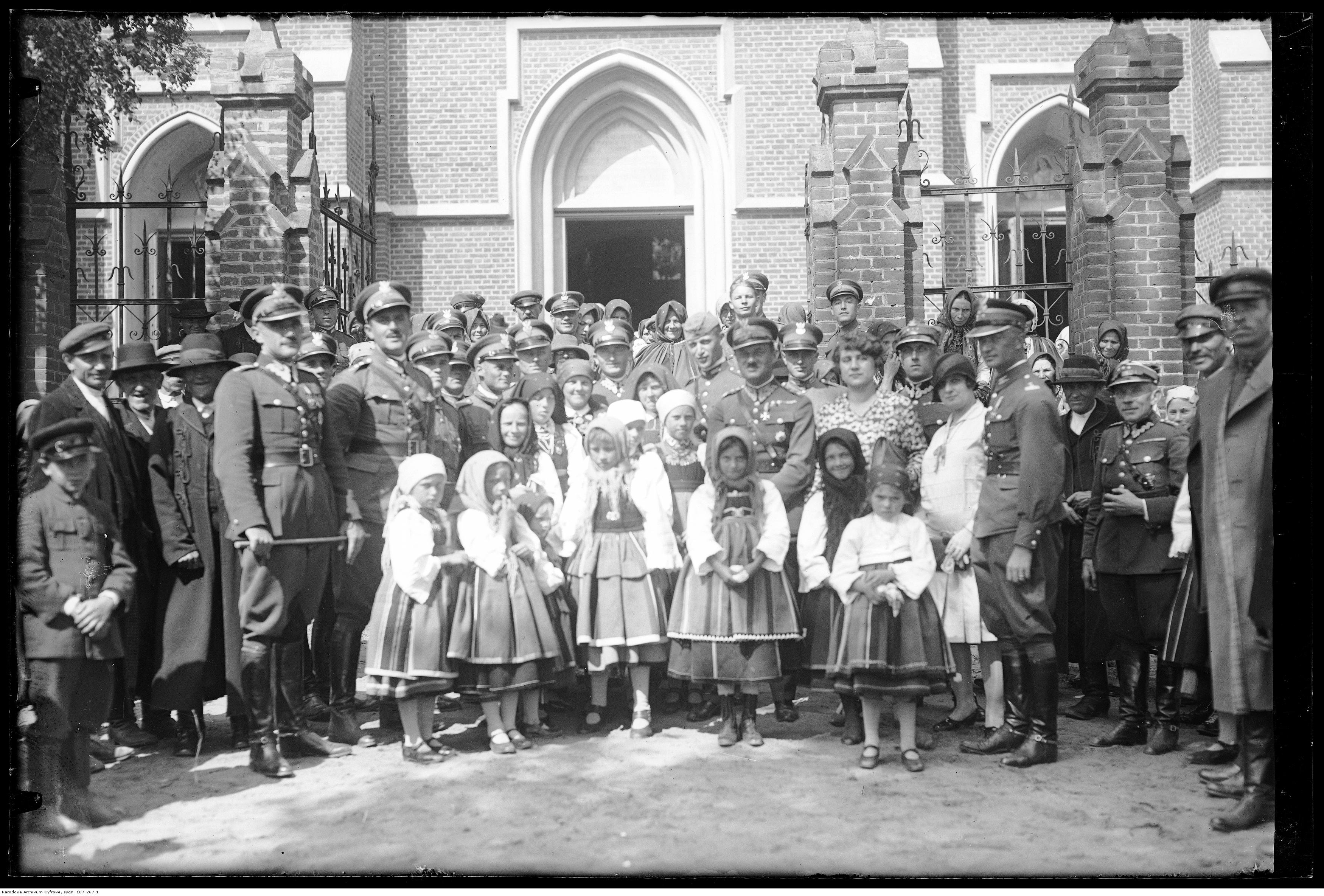
Oficerowie i podoficerowie 1. pułku
szwoleżerów przed kościołem w Kompinie